# マイ・ラグジュアリー・ナイト
「マイ・ラグジュアリー・ナイト」は、1977年7月10日発売のしばたはつみのシングルの曲である。

## 解説
- タイアップ、マツダ・コスモCM曲。シングル盤のレコードジャケットにもコスモが写っている。
- この曲で、しばたは『第28回NHK紅白歌合戦』に出場した。
- 作曲者である来生たかおが、1979年発売のシングル「あなただけ Good Night」のカップリングとしてセルフカバー。

## 収録
1. マイ・ラグジュアリー・ナイト（3分49秒）
作詞：来生えつこ／作曲：来生たかお／編曲：林哲司
2. 華やかな誘惑（3分53秒）
作詞：岡田冨美子／作曲・編曲：梅垣達志

## 別バージョン
英語版
- 「My Luxury In The Night」（アルバム『Love Letters』収録【編曲・プロデュース：大野雄二】）。

## カバー
- 椎名林檎（DVD「座禅エクスタシー」収録）